# Ерден (Мозель)
Ерден (нім. Erden) — громада в Німеччині, розташована в землі Рейнланд-Пфальц. Входить до складу району Бернкастель-Віттліх. Складова частина об'єднання громад Бернкастель-Кюс.
Площа — 3,69 км2. Населення становить 398 ос. (станом на 31 грудня 2020).

## Галерея

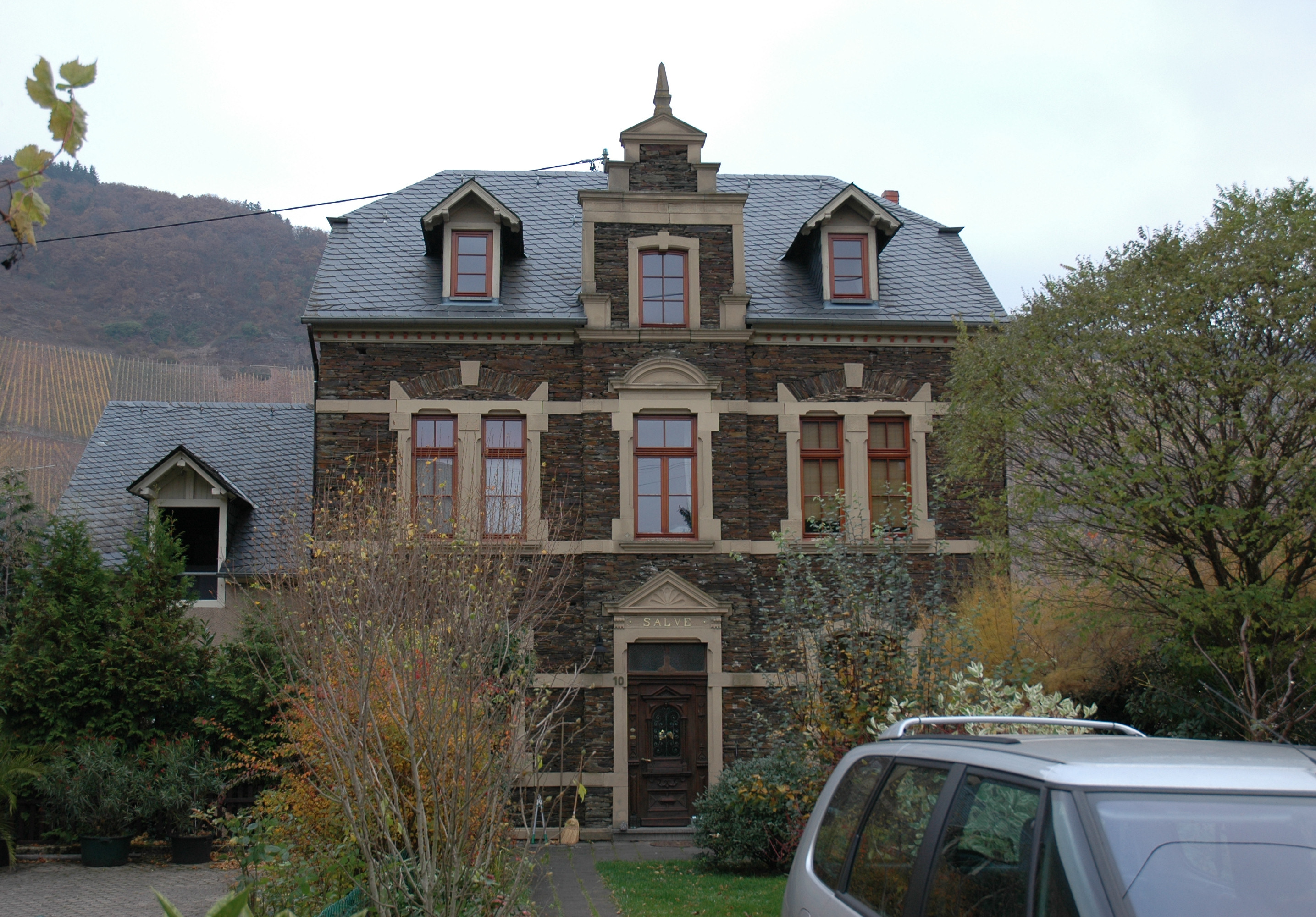
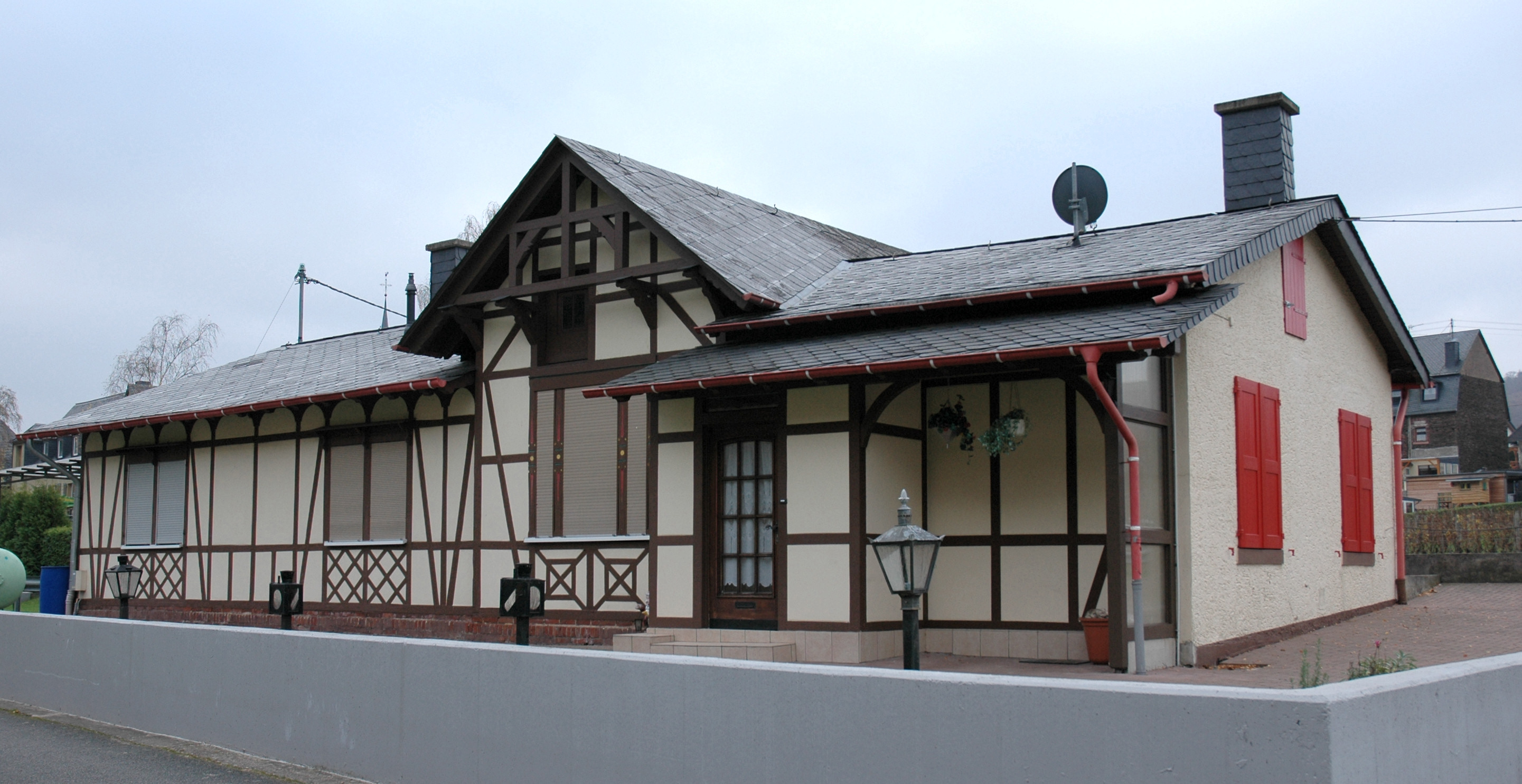
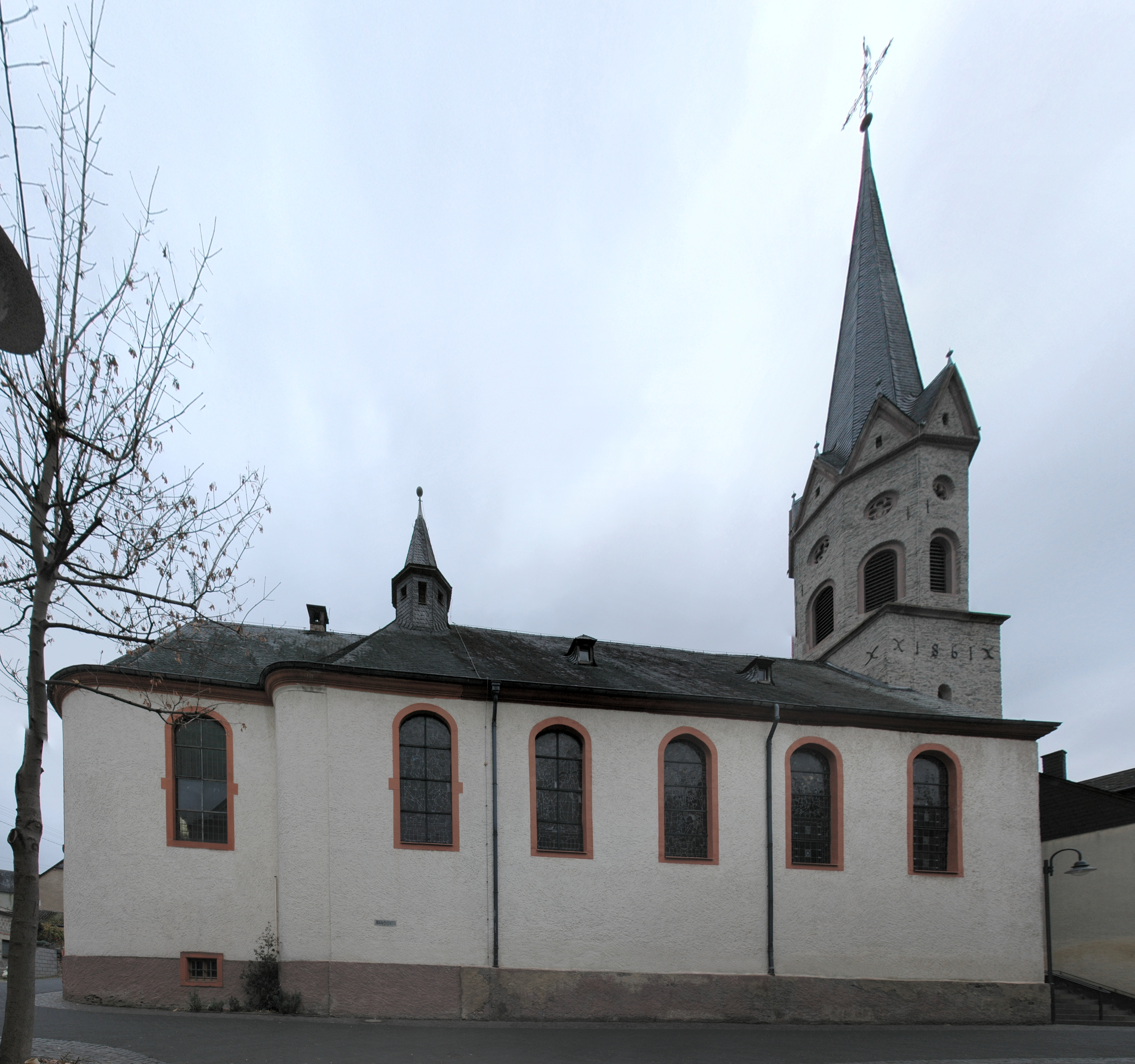